# ژان-کلود بوتیه
ژان-کلود بوتیه (فرانسوی: Jean-Claude Bouttier‎; ۱۳ اکتبر ۱۹۴۴ – ۳ اوت ۲۰۱۹) بازیگر سینما و بوکسور اهل فرانسه بود.
او در فیلنم یکی و دیگری بازی کرده‌است.